# Diecezja Gubbio
Diecezja Gubbio (łac. Dioecesis Eugubina) – diecezja Kościoła rzymskokatolickiego we Włoszech, w metropolii Perugii, w regionie kościelnym Umbria.
Została erygowana w V wieku.